# محطة الأنس (فلم 1985)
محطة الأنس هو فيلم مصري من إنتاج سنة 1985.

## قصة الفيلم
رمضان (سعيد صالح) صاحب محطة وقود في الصحراء، ويهوى التلحين، ويقوم باستخدام المسامير في الصحراء لتعطيل السيارات ليقوم بتصليحها. ومن بين السيارت التي تعطلت سيارة سحر (لبلبة) التي تهوى الغناء، وتتنمى مقابلة المطرب وحيد (سمير غانم) ليسمع صوتها، وتمكنت من تحديد موعد لمقابلته، لكن تعطل سيارتها قرب المحطة عطّلها عن موعدها. يتعرف فؤاد (يونس شلبي) الميكانيكي على سحر ويُعرفها إلى رمضان ويتبادل الأخيران الإعجاب.
في المقابل تتعطل سيارة المطرب وحيد قرب المحطة، ويتعرف على ياسمين (فاطمة التابعي) شقيقة رمضان، ويرغب في الزواج منها، فتوافق.

## روابط خارجية
- مقالات تستعمل روابط فنية بلا صلة مع ويكي بيانات
- محطة الأنس على موقع الدهليز
- محطة الأنس على موقع كاروهات